# Илия Тодоров
Илия Тодоров е български биатлонист, един от първите двама български участници в състезания по биатлон на зимни олимпийски игри, заедно с Христо Маджаров, с когото участват на зимните олимпийски игри в Инсбрук през 1976 г. 

## Биография
Тодоров е роден на 16 юни 1953 г. Участва в дисциплината 20 km от състезанията по биатлон на зимните олимпийски игри в Инсбрук през 1976 г. Завършва 43-ри от 52 участници, след другия български представител – Христо Маджаров – който завършва 32-ри. 